# أدونيا ريد
أدونيا ريد هو لاعب كرة قدم كندي في مركز الهجوم، ولد في 13 أغسطس 1999 في برامبتون في كندا. لعب مع نادي دالاس.

## وصلات خارجية
- أدونيا ريد على موقع الدوري الأمريكي (الإنجليزية)
- أدونيا ريد على موقع قاعدة بيانات كرة القدم.إي يو (الإنجليزية)
- أدونيا ريد على موقع Soccerway.com (الإنجليزية)